# 광산버스
주식회사 광산버스(株式會社 光山―)는 광주광역시의 마을버스 운송 업체이다. 본사는 광주광역시 광산구 월전동 119-1번지에 위치해 있다.

## 주요 연혁
- 1990년대: 회사 설립
- 2014년: 영신운수 인수

## 운행 노선
- ● 720번: 하남2지구 ~ 응암공원
- ● 720-1번: 호남대 ~ 봉정

## 보유 차종
NEW BS090, 그린시티로 운행한다.